# Mít s kým tančit
Mít s kým tančit (v anglickém originále Dance with Somebody) je sedmnáctá epizoda třetí série amerického hudebního televizního seriálu Glee a v celkovém pořadí šedesátá první epizoda tohoto seriálu. Scénář k epizodě napsal Ross Maxwell, režíroval ji Paris Barclay a poprvé se vysílala ve Spojených státech dne 24. dubna 2012 na televizním kanálu Fox. Epizoda slouží jako speciální pocta zpěvačce Whitney Houston a obsahuje cover verze sedmi jejích písní.
V původním vysílání epizodu sledovalo 6,90 milionů amerických diváků a získala 2,7/8 Nielsenova ratingu/podílu na trhu ve věkovém okruhu od osmnácti do čtyřiceti devíti let. Sledovanost i rating se zvýšily oproti předchozí epizodě s názvem Horečka Glee noci, která se vysílala dne 17. dubna 2012.

## Děj epizody
Will (Matthew Morrison) si všimne, že několik studentů navštěvující sbor je stále silně zasaženo dva měsíce po smrti Whitney Houston. Školní výchovná poradkyně Emma (Jayma Mays) vysvětlí, že se soustředí na bolest Whitneyiny smrti, aby nemuseli myslet na bolest, která je čeká, když odejdou po maturitě od svých přátel. Will učiní úkolem týdne složit poctu právě Whitney Houston.
Během nakupování v obchodě s notami v přípravě na své vystoupení potkává Kurt (Chris Colfer) Chandlera (Justin Castor), studenta z jiné školy, který mu pomůže s výběrem vhodné písně. Ti dva si vymění telefonní čísla a Chandler později pomocí sms zpráv flirtuje s Kurtem, který na ně pozitivně reaguje. Kurt psaní s Chandlerem vidí jako zábavné, ale jeho přítel Blaine (Darren Criss) to vidí jako podvádění. Blaine se s Kurtem pohádá a zpívá "It's Not Right but It's Okay", aby vyjádřil své pocity. Později Kurt diskutuje se svým otcem Burtem (Mike O'Malley) o jeho budoucnosti v New Yorku. Burt řekne Kurtovi, že mu chybí chlapec, kterým Kurt býval. Kurt poté zpívá "I Have Nothing", aby vyjádřil, jak lituje toho, co udělal Blainovi. Následně při schůzce s Emmou Blaine prozrazuje, že byl odtažitý proto, že je velmi nejistý ohledně Kurtova budoucího odchodu do New Yorku a neví, jak moc to ovlivní jejich vztah. Blaine a Kurt se usmíří.
Brittany (Heather Morris) a Santana (Naya Rivera) zpívají "I Wanna Dance with Somebody (Who Loves Me)" a zvou zbytek sboru, aby s nimi během jejich vystoupení zpívali a tančili. Quinn (Dianna Agron), která je stále díky nedávné autonehodě na vozíku, se odmítá k nim přidat a prozradí Joeovi (Samuel Larsen), že je v depresích, protože při rehabilitaci nedělá žádné výrazné pokroky. Joe na to odpoví tím, že jí nabídne doprovod na příští rehabilitaci. Oba později zpívají duet "Saving All My Love for You", ale Quinn věří, že Joe nestojí o vztah, protože je Quinn na vozíku. Na další rehabilitaci Joe a Quinn diskutují ohledně jejich ne jednoznačného vztahu a rozhodnou se, že je to "něco nového".
Will najímá plánovače svatby (Joel McKinnon Miller) pro svou nadcházející svatbu s Emmou. Po několika nedorozuměních ohledně logiky plánování svatby za měsíc Will plánovače svatby propustí a přizná, že se chce oženit dříve, než členové sboru půjdou svými vlastními cestami; Emma ho ujistí, že nezáleží, kdy se rozhodnou, že se vezmou, tak tam sbor určitě bude.
Poté, co Rachel Berry (Lea Michele) vystoupí s písní "So Emotional" se Santanou, tak si uvědomí, že by se Santanou zbylý čas mohly být kamarádky místo nepřátel, jako byly po většinu svých školních let a se Santanou se dohodnou a stanou se z nich přátelé. Puck (Mark Salling) mezitím děkuje mužským členům sboru za to, že byli stále jeho přáteli, ačkoliv se on k nim občas jako kamarád nechoval. New Directions se poté spontánně shromáždí v hledišti a zpívají "My Love Is Your Love".

## Seznam písní
- "How Will I Know"
- "I Wanna Dance with Somebody (Who Loves Me)"
- "Saving All My Love for You"
- "So Emotional"
- "It's Not Right but It's Okay"
- "I Have Nothing"
- "My Love Is Your Love"

## Hrají
| Dianna Agron      | Quinn Fabray          |
| Chris Colfer      | Kurt Hummel           |
| Darren Criss      | Blaine Anderson       |
| Jane Lynch        | Sue Sylvester         |
| Jayma Mays        | Emma Pillsburry       |
| Kevin McHale      | Artie Abrams          |
| Lea Michele       | Rachel Berry          |
| Cory Monteith     | Finn Hudson           |
| Heather Morris    | Brittany Pierce       |
| Matthew Morrison  | William Schuester     |
| Amber Riley       | Mercedes Jones        |
| Naya Rivera       | Santana Lopez         |
| Mark Salling      | Noah „Puck“ Puckerman |
| Harry Shum mladší | Mike Chang            |
| Jenna Ushkowitz   | Tina Cohen-Chang      |